# Lavička Adolfa Wolfa
Lavička Adolfa Wolfa, známa též jako Wolfova lavička, Vlčí lavička nebo Wolfovo sedátko, z původního německého názvu Wolf's Ruhe, v přesném překladu Wolfovo odpočívadlo, někdy též publikováno gendrově ne zcela správně jako lavička s vlčicí, je jednou z historických kamenných lavic v lázeňských lesích města Karlovy Vary. 

## Historie

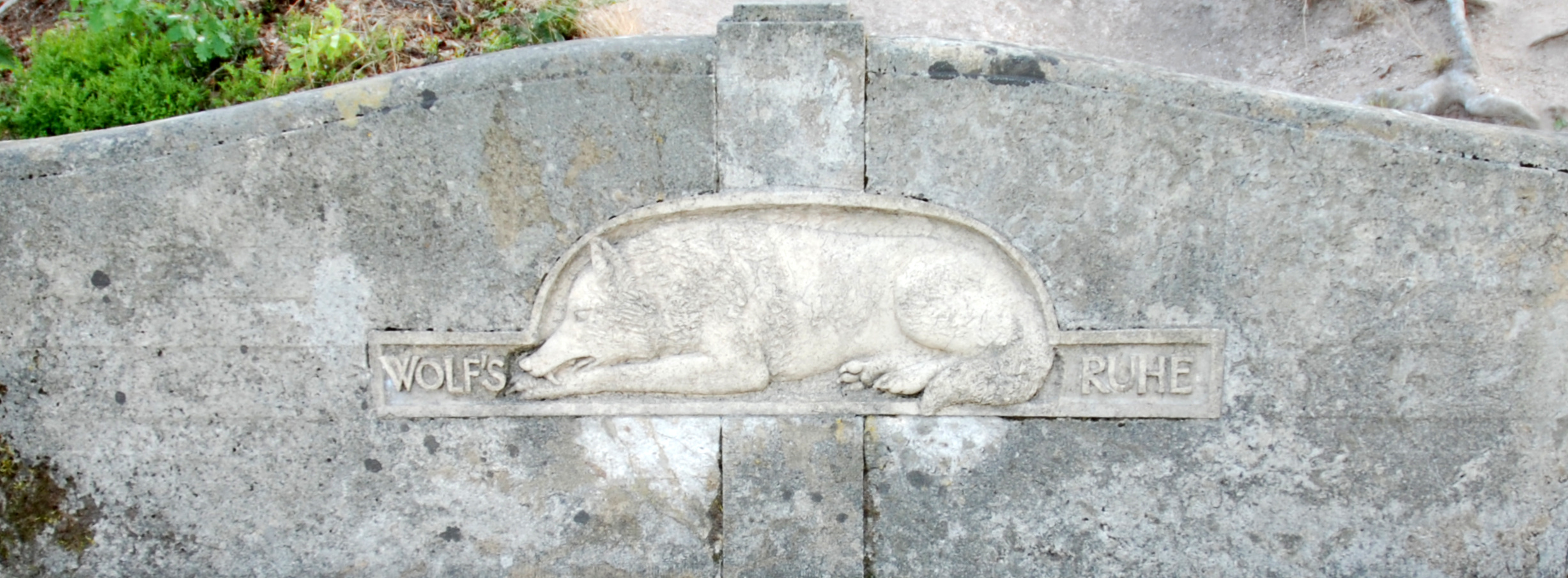
Reliéf spícího vlka v opěradle lavičky

Karlovy Vary si oblíbili mnozí lázeňští hosté. Bývalo zvykem vytvářet na území lázeňských lesů drobné či větší historické památníky na počest významného hosta či hostů nebo jako poděkování za hostovo uzdravení. Jednu z kamenných laviček nechal v karlovarských lesích postavit častý lázeňský host z Mnichova, velkoobchodník a královský obchodní rada Adolf Wolf.
Při procházkách lázeňskými lesy obdivoval nejvíce výhledy na město směrem k městskému divadlu a Vřídlu. Nedlouho poté, kdy ovdověl, nechal na skalní vyvýšenině nad prudkým svahem zřídit své vlastní odpočinkové místo. Terasa s lavičkou byly dokončeny 15. dubna 1908. Kdo a kde lavičku zhotovil není zatím známo. Na postranních ozdobných sloupcích se nacházely tehdejší znaky měst Mnichova a Karlových Varů. Na opěradle byl vytesán ležící vlk a nápis:
Wolf's Ruhe

V opěradla lavičky byl původně ještě vytesán německý nápis (v českém překladu):
Wolfova lavička. Věnováno Adolfem Wolfem, velkoobchodníkem a královským obchodním radou, a jeho manželkou Apollonií, rozenou Hochreiterovou. Mnichov 1908.

V roce 1925, tedy ještě za života Adolfa Wolfa, byla lavička na náklady města opravena. Původní německý nápis byl časem odstraněn neznámo kdy (pravděpodobně v roce 1938 nebo v letech 1945–1946) a z lavičky se tak na dlouhá léta stala bezejmenná památka bez jasných souvislostí jejího původu.
V roce 2008 u příležitosti oslav 650. výročí založení města byla lavička celkově zrekonstruována. Zároveň byl odstraněn původní karlovarský městský znak z roku 1908 a nahrazen zcela novým, který oznamuje aktuální rok oslav a prováděné rekonstrukce.

## Popis
Secesní lavička stojí na menší terase se zábradlím při cestě od zastávky Jelení skok lanové dráhy na rozhlednu Diana a nabízí odpočinek u rozcestí ke kapli Ecce homo, Chopinovu altánu a další kamenné lavičce – Jánose Aranyho. Opěradlo lavičky i nadále zdobí ležící vlk společně s nápisem „Wolf's Ruhe“. Na postranních sloupkách jsou stále reliéfní desky se znaky měst – vlevo původní (1908) znak města Mnichov a na pravé straně karlovarský, v roce 2008 aktuálně nahrazený.
Výhled na město je již zacloněn vzrostlými stromy, takže lavička ztratila svůj původní vyhlídkový význam, stále však nabízí kolemjdoucím odpočinek. O její údržbu, stejně jako o ostatní památky v karlovarských lázeňských lesích, pečuje městská organizace Lázeňské lesy, od roku 2023 (po fúzi s organizací Správa lázeňských parků) pod názvem Lázeňské lesy a parky Karlovy Vary.